# Diplodus
Genre
Synonymes
- Puntazzo Bleeker, 1876
- Sargus Cuvier, 1816
- Sargus Klein, 1775

Le genre Diplodus regroupe des poissons marins communément appelés « sars », au sein de la famille des Sparidae. La plupart des espèces vivent dans les eaux tempérées de l'Atlantique et de Méditerranée. 

## Liste des espèces
Selon World Register of Marine Species (13 février 2024) :
- Diplodus annularis (Linnaeus, 1758) — Sparaillon
- Diplodus argenteus (Valenciennes in Cuvier & Valenciennes, 1830) - Sar argenté
- Diplodus ascensionis (Valenciennes, 1830)
- Diplodus bellottii (Steindachner, 1882) — Sparaillon africain
- Diplodus bermudensis Caldwell, 1965
- Diplodus cadenati de la Paz, Bauchot & Daget, 1974
- Diplodus capensis (Smith, 1844)
- Diplodus caudimacula (Poey, 1860)
- Diplodus cervinus (Lowe, 1838) — Sar à grosses lèvres, Sar tambour
- Diplodus fasciatus (Valenciennes, 1830) — Sar tambour du Cap Vert
- Diplodus helenae (Sauvage, 1879)
- Diplodus holbrookii (Bean, 1878) — Sar cotonnier
- Diplodus hottentotus (Smith, 1844)
- Diplodus kotschyi (Steindachner, 1876)
- Diplodus levantinus Fricke, Golani & Appelbaum-Golani, 2016
- Diplodus lineatus (Valenciennes, 1830)
- Diplodus noct (Valenciennes, 1830) — Sar de la mer Rouge
- Diplodus omanensis Bauchot & Bianchi, 1984
- Diplodus prayensis Cadenat, 1964 — Sar à tête noire du Cap Vert
- Diplodus puntazzo (Walbaum, 1792) — Sar à museau pointu
- Diplodus sargus (Linnaeus, 1758) — Sar commun
- Diplodus striatus (Bliss, 1883)
- Diplodus vulgaris (Geoffroy Saint-Hilaire, 1817) — Sar à tête noire

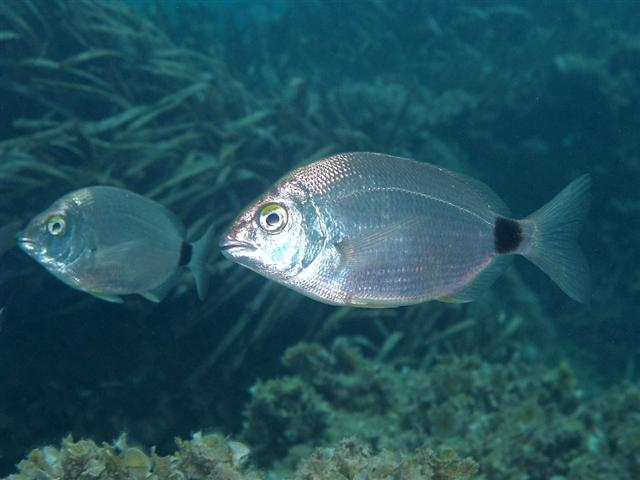
Diplodus annularis
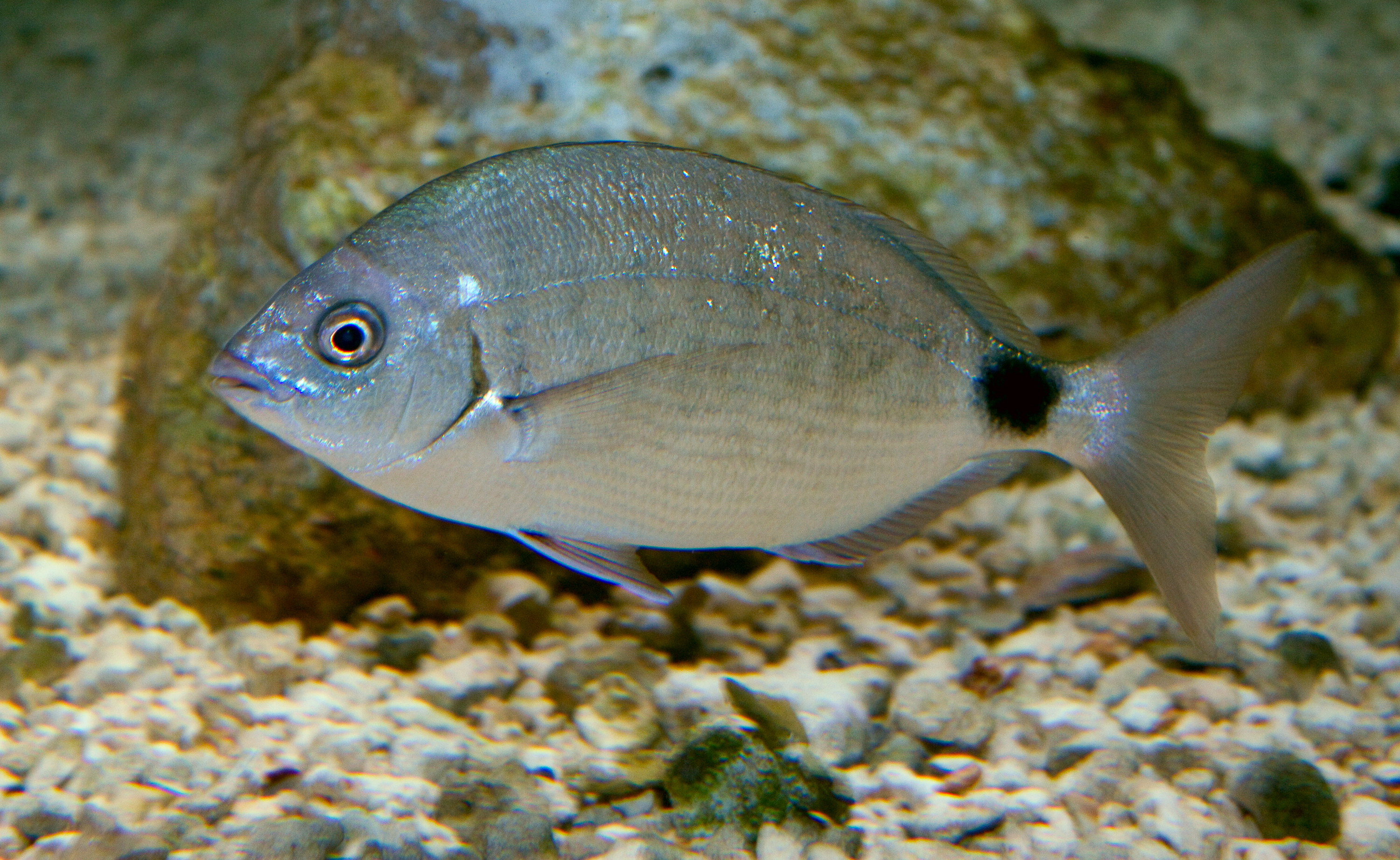
Diplodus bermudensis
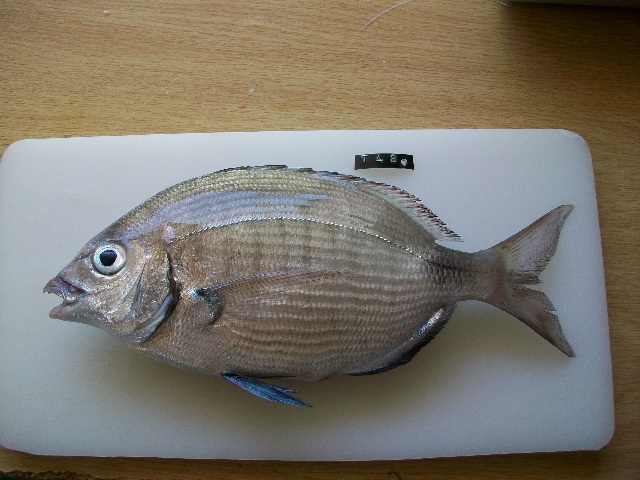
Diplodus capensis
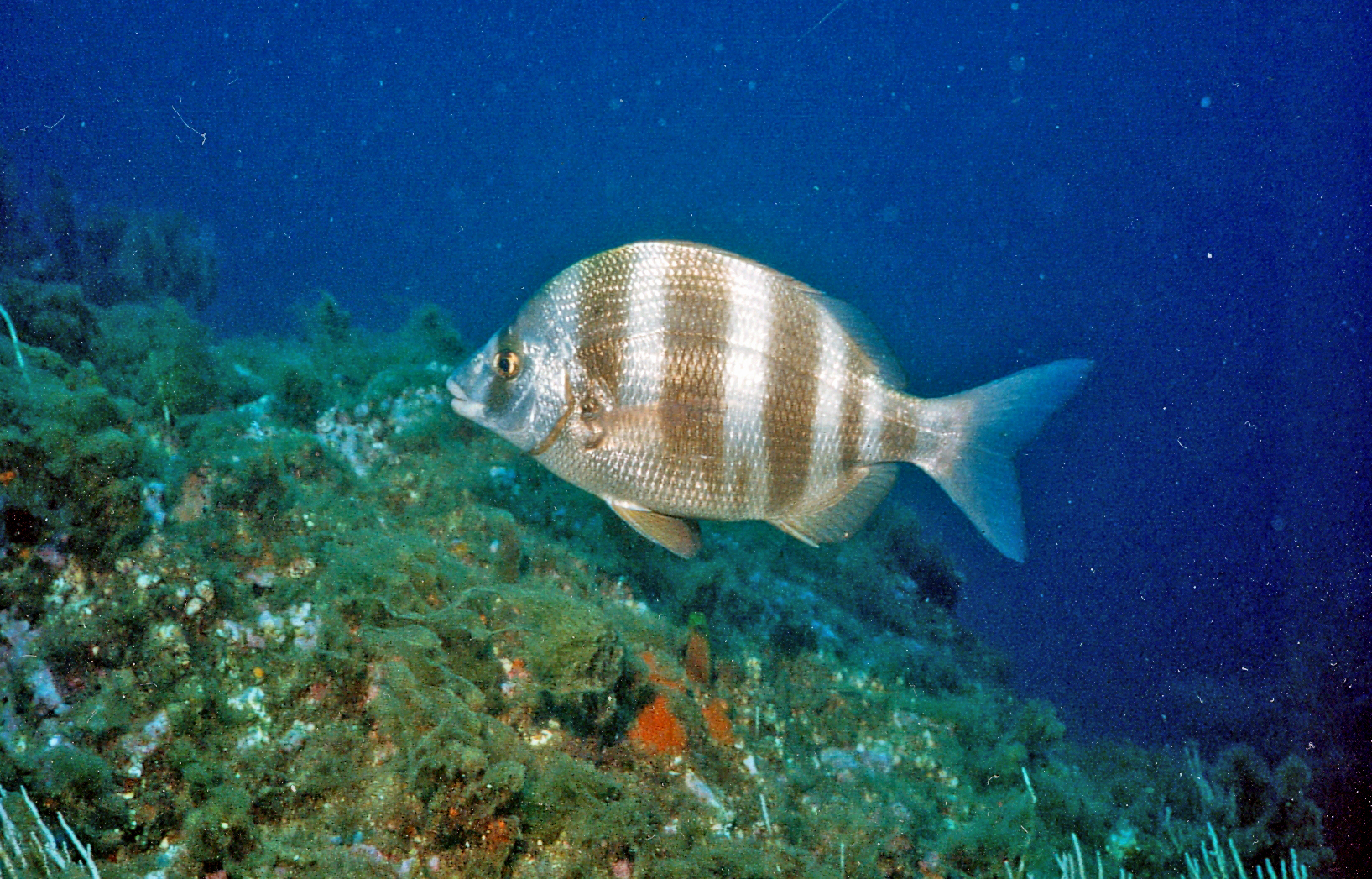
Diplodus cervinus
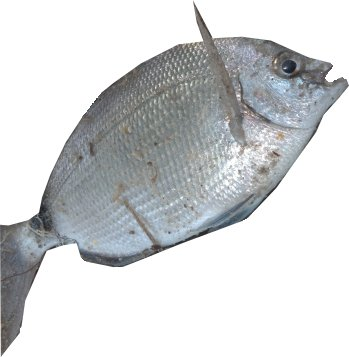
Diplodus holbrookii
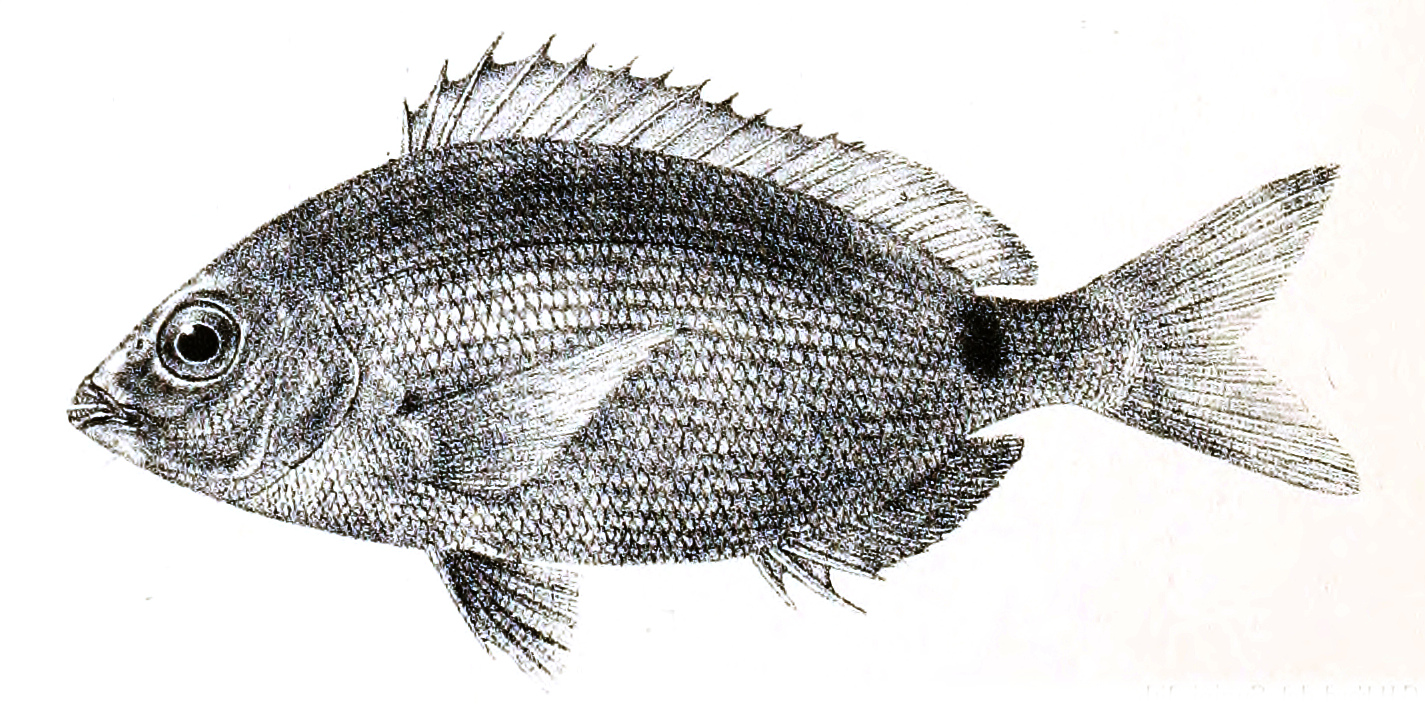
Diplodus noct
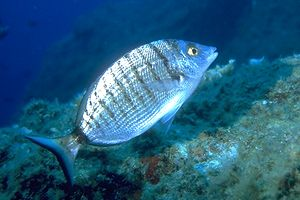
Diplodus puntazzo
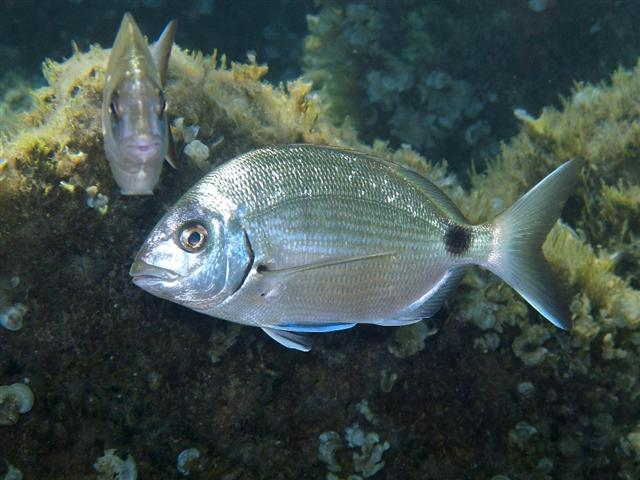
Diplodus sargus
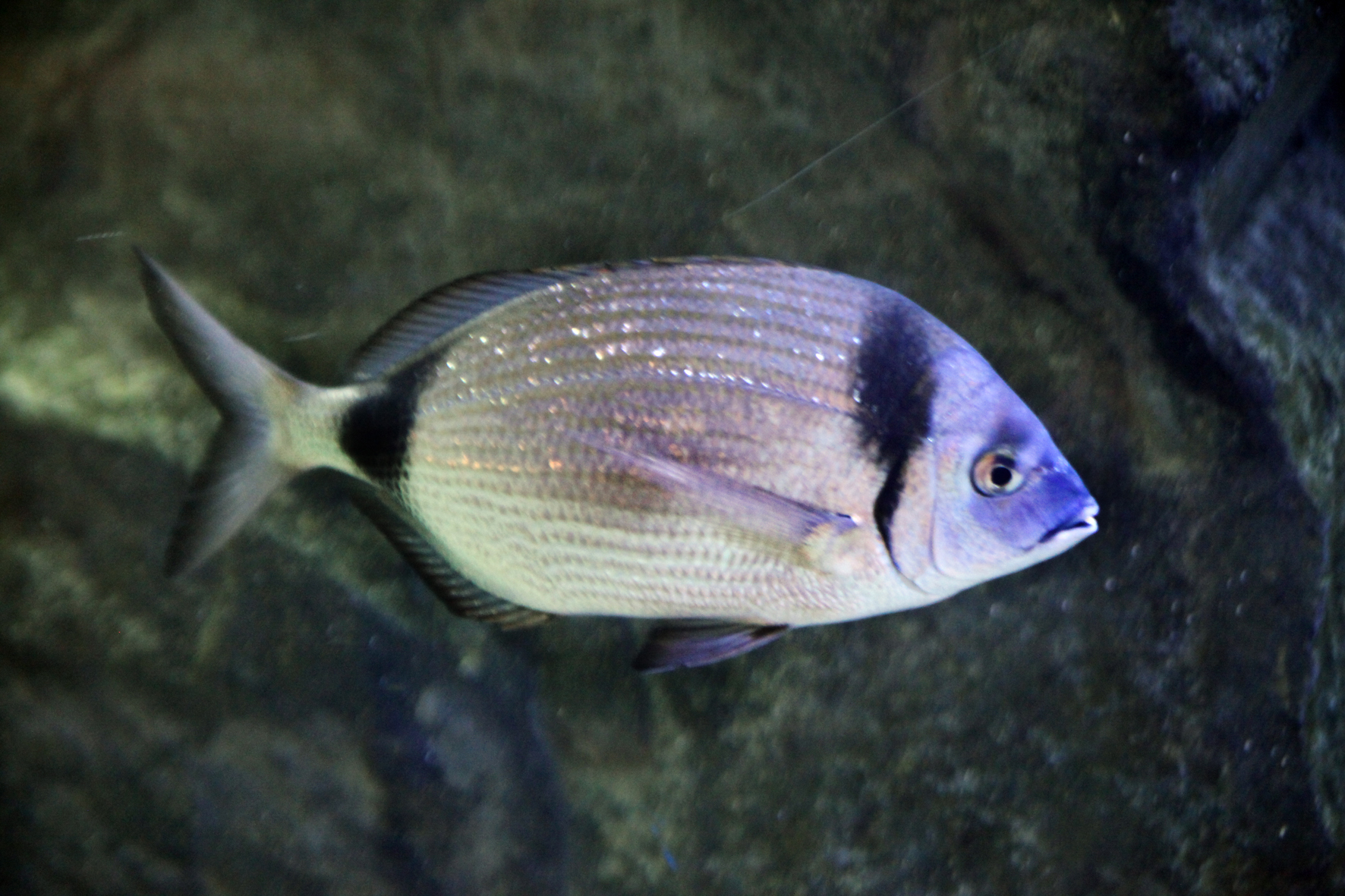
Diplodus vulgaris